# Handelsnamn
Handelsnamn eller märkesnamn, en beteckning på en produkt eller företeelse, där beteckningen skiljer sig från tillverkarens företagsnamn, eller från den allmänna beteckning som företeelsen normalt har. Exempelvis är Macintosh ett handelsnamn för de datorer som tillverkas och säljs av företaget Apple. På motsvarande sätt betecknar ansjovis dels själva fiskarten Engraulis encrasicolus, men är också ett handelsnamn på en särskilt kryddad fiskkonserv, oftast tillverkad av skarpsill (Sprattus sprattus).
För den särskilda typ av handelsnamn som används inom kemi och biologi, se trivialnamn.